# Охріменко Борис Григорович
Бори́с Григо́рович Охрі́менко — старшина Збройних сил України, учасник російсько-української війни.

## Нагороди
- орден «За мужність» III ступеня (21.10.2014).
- орден Богдана Хмельницького III ступеня (27.11.2014).